# Тёкеш, Ласло
Ласло Тёкеш (венг. Tőkés László; род. 1 апреля 1952, Клуж-Напока, Румыния) — румынский кальвинистский епископ и политический деятель венгерского происхождения, ставший одной из ключевых фигур Румынской революции 1989 года. Депутат Европейского парламента.

## Биография
Родился 1 апреля 1952 в Клуж-Напоке.

Отцом Ласло Тёкеша был Иштван Тёкеш — профессор теологии и заместитель реформатского (кальвинистского) епископа. Когда Ласло Тёкешу исполнилось 16 лет, в 1968 году, Николае Чаушеску ликвидировал, в ходе административно-территориальной реформы, Муреш-Венгерскую автономную область, что оставило тяжёлое впечатление в душе юного венгра. С 1970 года Ласло — активный участник Венгерского национального подполья. Окончил в 1975 г. Протестантский теологический институт Клуж-Напоки (en), стал священнослужителем Реформатской церкви в Румынии, тесно связанной с Венгерской реформатской церковью. В 1980-е годы Ласло Тёкеш регулярно передавал за границу сведения о неблагополучной ситуации с правами человека в Румынии. 
Мы смогли донести наши проблемы до Венгрии, Канады, США…
 — вспоминает Тёкеш. В 1984 году Тёкеш был, по требованию коммунистических властей, лишён прихода. Более двух лет он пребывал безработным. В 1986 году Тёкеш был назначен помощником пастора в Тимишоаре — городе со смешанным венгеро-румынско-немецким населением. Немного времени спустя — занял место пастора. Смело обличал произвол и преступления коммунистических властей.
В 1988 году именно благодаря Ласло Тёкешу и его тёзке — венгерскому дипломату Ласло Хомошу — Западу стал известен проект Чаушеску по ликвидации 15-17 тысяч трансильванских сёл (венгерских, немецких, румынских) с целью возведения гигантских сельскохозяйственных центров. Этот план был назван «систематизацией». Тёкеш считал, что подобная мера угрожает самому существованию венгерского меньшинства в Румынии, и в своих проповедях стал открыто выступать против планов коммунистического лидера. Сотрудничавший с Тёкешем венгерский дипломат Ласло Хомош организовал и профинансировал приезд в Тимишоару канадской съёмочной группы, тайно посетившей Ласло Тёкеша и взявшей у него интервью.
В своих проповедях Тёкеш призывал приговорённых к выселению из собственных домов прихожан не идти на поводу у властей, благословил пассивное и активное сопротивление «систематизационной» политике. Он также убеждал венгров и румын проявить, ради достижения общей цели, межэтническую солидарность. Летом 1988 года пастор провел ряд встреч с духовенством, с целью организации эффективной защиты селян от сноса их частных домов.
В 1989 году Ласло Тёкеш был избран орадским епископом (Орадя). В середине декабря 1989 года коммунистические власти попытались и самого Тёкеша выселить из собственного дома. Прихожане взяли дом Тёкеша в живое кольцо для защиты епископа. Позднее к стоявшим у дома этническим венграм начали присоединяться оппозиционно настроенные румыны. Известия о событиях у епископского дома произвели волнения в Тимишоаре, которые распространились на всю Румынию, став толчком к началу революции.16 декабря против тимишоарцев были применены водомёты, а 17 декабря Чаушеску отдал приказ Секуритате и вооружённым силам стрелять в демонстрантов на поражение. По разным оценкам (официальным и неофициальным), было убито от 50 человек до 10 тысяч.

Тёкеш стал одним из соавторов Тимишоарской прокламации 11 марта 1990 года. 
Тимишоарская революция была направлена не только против Чаушеску, но и категорическим образом против коммунизма. (…)Тимишоара начала революцию против всего коммунистического режима и всей его номенклатуры, но никак не для того. чтобы предоставить возможность политического восхождения группе диссидентов-античаушистов из рядов РКП. Их участие в руководстве страны делает смерть героев Тимишоары напрасной!
 — говорилось в прокламации. Нидерландские кальвинисты наградили Тёкеша Медалью Гёзов. В начале сентября 1992 г. Тёкеш объявил голодовку в знак протеста против бездействия властей в отношении виновников Тимишоарского геноцида. Тёкеш обвинил президента Иона Илиеску в продолжении политики дискриминации венгерского национального меньшинства и в назначении на руководящие должности в стране бывших сотрудников «Секуритате». 7 сентября Илиеску назвал голодовку Тёкеша «политической провокацией». 11 сентября епископ прекратил голодовку, призвав граждан Румынии голосовать за нового президента. Которым, однако же, снова стал Илиеску, заявивший 30 октября 1992 г. о недопустимости создания автономий по этническому признаку.
В 1995 г. Тёкеш стал основателем Университета Порциум, где преподавание ведётся на венгерском языке.
В марте 2001 г. Ласло Тёкеш прочёл в Варшавском университете лекцию «Венгры в Румынии в 1989 году».
После вступления Румынии в Евросоюз в 2007 году Тёкеш был избран независимым депутатом Европейского парламента. На выборах 2009 года был переизбран. Состоял членом комитетов по культуре и образованию, по правам человека и по отношениям с Албанией, Боснией и Герцеговиной, Сербией и Черногорией.
В июне 2009 г. Тёкеш был награждён Медалью свободы Трумэна-Рейгана (Truman-Reagan Medal of Freedom) за выдающуюся роль в борьбе против коммунизма в Румынии.
В июле 2010 г. епископ Текеш открыто призвал румынских венгров «выйти на улицы» — и «как жители Косово и Каталонии отстоять свои законные права».
27 мая 2011 г. МИД Румынии выступил с протестом против намерения венгерского меньшинства открыть своё представительство в Брюсселе. Конкретно, румынские европарламентарии венгерского происхождения Ласло Тёкеш, Чаба Шогор и Дьюла Винклер пригласили своих коллег-депутатов на прием по случаю официального открытия в Брюсселе представительства Секейского края (Земли Секеев).

МИД Румынии объявил Секейский край —  
Местной административной единицей, не существующей в действительности и не имеющей под собой конституционного или законного основания.

29 февраля 2012 г. депутат Европарламента Ласло Тёкеш затронул тему неблагополучной ситуации с правами человека в двух великих державах. 
Я думаю, что в коммунистическом Китае и в посткоммунистической России существует одно и то же явление — недостаток свободы вероисповедания и преследование религиозных меньшинств.
Ранее Ласло Тёкеш занимал пост почётного президента Демократического союза венгров Румынии; в настоящее время является независимым политиком (в Европарламент избран по квоте Венгрии в списке партии Фидес — Венгерский гражданский союз).